# F1ブーム
F1ブーム（えふわんブーム）は、日本で主として1987年から1994年にかけて発生した社会現象。当時マクラーレン・ホンダのファーストドライバーであったアイルトン・セナが人気の中心であった。このほかアラン・プロスト、ゲルハルト・ベルガー、ネルソン・ピケ、ナイジェル・マンセル、日本人F1ドライバーのパイオニアでもある中嶋悟、鈴木亜久里、片山右京、当時売り出し中だったミハエル・シューマッハなどのドライバーも人気を集めた。

## 関連事項
- フェラーリはTVのF1中継で特にスポットを当てて扱われ、マシンのエンジン音は「ハイテク・カンツォーネ」と称された。
- 集英社やSEGAなど、F1チームのスポンサーとなった日本企業が多数存在した。週刊少年ジャンプはアイルトン・セナを主人公とした漫画も連載し、セガは1992年夏（7月17日（メガドライブ版）/8月28日（ゲームギア版））にアイルトン・セナ監修の『アイルトン・セナ スーパーモナコGPII』、1994年4月23日に1993年のF1シーズンを題材とした『ヘブンリーシンフォニー』を発売している。
- スピードが速いものの例えとして「F1○○」と「F1」を冠して呼ぶことが流行した。大相撲の関脇琴錦の取り口が「F1相撲」と称されたのはその好例である。
- 音楽産業において便乗した楽曲、アルバム（当時復活期にあった光GENJIのVICTORY、シングルWINNING RUNなど。前者は楽曲のみならずジャケットもメンバー全員がドライバースーツ姿で映るなど強く意識していた。曲中にもF1マシンの走行音が効果音として収録されている。後者は特に1991年、92年においてF1とのタイアップ的な位置づけもされていた。）も多く企画、製作された。
- 1990年にはゴールデンタイムで日本GPの中継が行われ、鈴木亜久里が日本人初の表彰台に乗ったが、目玉であったセナとプロストの対決がスタート直後の両者クラッシュという形であっけなく終わってしまった。

## 関連人物 （五十音順・ドライバーの注釈はTV中継でのニックネーム）
- アイルトン・セナ - 「音速の貴公子」
- アラン・プロスト - 「プロフェッサー」
- アンドレア・デ・チェザリス - 「壊し屋」
- 今宮純 - フジテレビTV中継解説者
- 片山右京 - 「カミカゼ・ウキョウ」日本人として史上３人目のフルタイムF1ドライバー
- 川井一仁 - フジテレビTV中継ピットレポーター
- ゲルハルト・ベルガー - 「地獄からの帰還兵」
- 後藤治 - 「戦う係長」ホンダF1第二期のプロジェクトリーダー
- ジャン・アレジ - 「青い瞳の侍」
- 鈴木亜久里 - 日本人として史上２人目のフルタイムF1ドライバー
- ナイジェル・マンセル - 「荒法師」「レッドファイブ」「暴れん坊将軍」
- 中嶋悟 - 「納豆走法」「雨のナカジマ」日本人史上初のフルタイムF1ドライバー
- ネルソン・ピケ - 「自由人」
- 古舘伊知郎 - フジテレビTV中継実況アナウンサー
- 本田宗一郎 - 本田技研工業株式会社の創業者。
- ミハエル・シューマッハ - 「ターミネーター」「皇帝」
- ミカ・ハッキネン - 「フライング・フィン」
- 森脇基恭 - フジテレビTV中継解説者
- リカルド・パトレーゼ - 「F1二百戦錬磨」「史上最強のセカンドドライバー」
- T-SQUARE - 楽曲「TRUTH」がF1のテーマとして使用されている。
- 光GENJI - 1991年に発売したアルバム「VICTORY」でF1を意識した曲が多数収録されている。